# Лайферде
Лайферде (нем. Leiferde) — община в Германии, в земле Нижняя Саксония.
Входит в состав района Гифхорн. Подчиняется управлению Майнерзен. Население составляет 4325 человек (на 31 декабря 2010 года). Занимает площадь 27,88 км².
Коммуна подразделяется на 2 сельских округа.
| Год  | Население |
| ---- | --------- |
| 1990 | 3196      |
| 1995 | 3853      |
| 2000 | 4102      |
| 2005 | 4297      |
| 2010 | 4361      |